# Stefan Żagiel
Stefan Żagiel (ur. 8 lutego 1949 w Krzczonowie koło Lublina, zm. 1 lipca 2023 w Ciechanowie) – polski inżynier chemik, dziennikarz, publicysta, literat.

## Życiorys

### Praca zawodowa
Szkołę Podstawową ukończył w rodzinnej miejscowości. Po ukończeniu nauki w Technikum Chemicznym nr 1 w Lublinie podjął w 1968 roku pracę zawodową w Zakładach Azotowych w Puławach, jako sterowniczy w wytwórni amoniaku II. Zamieszkał w Puławach. Ożenił się z Wiesławą Mazur, urodziły się im dwie córki: Anna i Dominika.
Pracując, podjął studia wieczorowe na Uniwersytecie Marii Curie-Skłodowskiej w Lublinie, które ukończył w 1975 roku z tytułem inżyniera chemika. Awansował na mistrza zmianowego w wytwórni saletry amonowej, po czym podjął pracę kierownika produkcji w Cukrowni Garbów, w której był racjonalizatorem produkcji. Zmodyfikował m.in. proces przerobu soku buraczanego, likwidując przyczynę pienienia się soku podczas defekacji.
Krótko pracował jako specjalista technolog na budowie cukrowni w Ropczycach, a następnie jako technolog ogumienia rowerowego w Zakładach Opon Samochodowych „Stomil” w Dębicy. W 1977 roku zmienił zawód, podejmując pracę dziennikarza w warszawskim dzienniku „Trybuna Mazowiecka”, zwanym przejściowo „Naszą Trybuną” (w latach 1975–1981). Kierował oddziałem gazety w Ciechanowie, gdzie zamieszkał. Po jej likwidacji w 1982 roku uczestniczył w tworzeniu „Tygodnika Ciechanowskiego”, krótko był jego redaktorem naczelnym, by podjąć pracę starszego publicysty w ogólnopolskim „Tygodniku Robotniczym”.
Pod koniec roku 1989 był reporterem „Dziennika Pojezierza” w Olsztynie, zaś po jego likwidacji wrócił do „Tygodnika Ciechanowskiego”, który po transformacji prasy stał się spółdzielnią dziennikarzy. Obecnie jest stałym współpracownikiem tej redakcji.
W czasie pracy w prasie trzykrotnie otrzymał nagrodę prezesa RSW PKR za publicystykę.

### Działalność społeczna
W czasie pracy z ZA Puławy organizował życie społeczne w zakładowych hotelach robotniczych, przewodnicząc Radzie Mieszkańców. Włączył się w pracę fabrycznej organizacji Związku Młodzieży Socjalistycznej, najpierw w wytwórni amoniaku II, gdzie kierował młodzieżowym ogniwem. W 1973 roku został zastępcą przewodniczącego Zarządu Kombinatu ZMS w ZA Puławy i jednocześnie wiceprzewodniczącym Zarządu Powiatowego ZMS w Puławach. Wykazał się energią i nieszablonowym działaniem, pełnym ciekawych inicjatyw, co przyczyniło się do jego wyboru jako jedynego zetemesowca w kraju do złotej dziesiątki tzw. Pocztu Tęgich Głów w ogólnopolskim plebiscycie gazety młodzieżowej „Sztandar Młodych”; obok m.in. profesora Marka Kwiatkowskiego – dyrektora Łazienek Królewskich, Józefa Zielińskiego – dyrektora budowy Elektrowni Kozienice, profesora Heliodora Muszyńskiego z Uniwersytetu Adama Mickiewicza w Poznaniu.
Uczestniczył w kursie młodzieżowych korespondentów prasowych, organizowanym przez Redakcję „Sztandaru Ludu” w Lublinie, został społecznym korespondentem gazety. Współpracował też z zakładową gazetą ZA Puławy o nazwie „Nasze Sprawy”, był przez pewien czas członkiem jej kolegium redakcyjnego. Był laureatem ogólnopolskich konkursów publicystycznych, m.in. „O Złote Pióro Płomieni i Mikrofon Muzyki i Aktualności”, które później otworzyły mu drogę do pracy w prasie. Pracując w Puławach, był w latach 1974–1975 wiceprezesem Klubu Sportowego „Wisła” Puławy, zajmował się sprawami wychowawczymi i jednocześnie opiekował się sekcją podnoszenia ciężarów.
W „Stomilu” Dębica kierował Młodzieżową Radą Młodych Specjalistów, zajmującą się racjonalizacją i ekonomizacja produkcji. Był autorem kilku projektów racjonalizatorskich. Współpracował z międzyzakładową gazetą „Echo Załogi” i tamtejszym domem kultury. W Ciechanowie był w latach 1994–2006 radnym Rady Miejskiej, kierował komisją, zajmującą się opracowaniem dokumentów, regulujących funkcjonowanie gminy miejskiej i jej samorządu.

### Dorobek literacki
Kierując redakcją „Tygodnika Ciechanowskiego”, wprowadził stały kącik poetycki, promujący młodych poetów, których wspomagał. Był współorganizatorem kręgu literackiego przy Wojewódzkim Domu Kultury w Ciechanowie, kierował ciechanowskim Korespondencyjnym Klubem Młodych Pisarzy, zapraszając na spotkania wybitnych poetów i krytyków, jak Piotr Kuncewicz, Aleksander Nawrocki, Tadeusz Chudy, Jan Zdzisław Brudnicki. W 1982 roku zorganizował i zredagował pierwszy ciechanowski almanach poezji, a potem dziewięć kolejnych, umożliwiając książkowe debiuty młodych poetów. Dzięki temu skrystalizowało się w Ciechanowie środowisko literackie. Zapoczątkowali również wydawanie almanachów poetyckich w Działdowie. Był też organizatorem i redaktorem trzech antologii wierszy, tematycznie związanych z ziemią ciechanowską. Pierwsza z nich, wydana z okazji zapoczątkowania ogólnopolskich spotkań poetyckich w Ciechanowie i Opinogórze, słynna błękitna miniaturka „Opinogóra w wierszach”, wydana w nakładzie 20 tys. egzemplarzy i niemal w tylu sprzedana, dostarczyła funduszy na pierwszą fazę budowy pomnika Zygmunta Krasińskiego w Opinogórze.
Jako krytyk literacki współpracował z kilkoma tytułami prasowymi, w tym z miesięcznikami „Poezja Dzisiaj” w Warszawie i „Znaj” w Płocku.
Przez 17 lat był organizatorem Ogólnopolskiego Konkursu Poezji „O Złoty Klucz Ciechanowskiego Ratusza”; współpracując z grupą ciechanowskich poligrafów wydawał debiutanckie tomiki wierszy w nagrodę dla najlepszych uczestników, którzy jeszcze nie wydali własnych książek.
Pierwsze własne zbiorki wierszy wydał we współpracy z warszawskim Wydawnictwem „Iskry”. W latach 1992–2007 był członkiem Związku Literatów Polskich. Jego dorobek to 18 zbiorów wierszy (jeden wydany dwukrotnie), dwie książki prozatorskie i cztery zbiorki limeryków; poeta bardzo polubił tę krótką formę wiersza, wymagającą finezji i specyficznego humoru. Ceni sobie nagrodę Kiry Gałczyńskiej w konkursie na limeryk, organizowanym przez Polskie Radio Łódź.
Wiersze Stefana Żagla znalazły się w licznych antologiach poetyckich, w tym w tak znaczących jak „Poezja polska. Antologia tysiąclecia” oraz wydanej w Rosji antologii poezji polskiej z serii antologii słowiańskich „Iz wieka w wiek”.

## Twórczość

### Zbiory wierszy
- Dworzec marionetek (1985)
- Oś asymetrii (1989)
- Przełom (1992)
- Gorejący krzyk (1992)
- Wiatraki (1993)
- Rozterki (1994)
- Drogowskaz w okularach (1996)
- Czereśnie (1996)
- Blaski i ciernie (1997)
- Astry (1998)
- Może… (1999)
- Ucho igielne (2001)
- Przemijanie (2003)
- Tygrysy i karpie (2005)
- Pozdrawiam cię, mój Krzczonowie (2008)
- 23 wiersze (2009)
- Chwile (2013)
- Oś asymetrii, II wydanie (2014)
- Urny (2016)

### Proza
- Srebrne wieże. Zbiór opowiadań (1992)
- Modlitewnik Królowej Bony (2005)